# Beckerarena Warszawa
Beckerarena Warszawa – polski klub piłki nożnej plażowej, założony w 2014 w Warszawie. Od tego roku występuje w I lidze południowej. W tabeli wszech czasów I ligi drużyna znajduje się na 6. miejscu.

## Nazwy klubu
| Lata      | Nazwa                               | Uwagi                        |
| --------- | ----------------------------------- | ---------------------------- |
| 2014-2015 | Becpak Firtech Beckerarena Warszawa |                              |
| 2016      | Firtech Becpak Beckerarena Warszawa |                              |
| 2017      | Silesia Becpak Firtech Warszawa     | Fuzja z Silesia Beach Soccer |

## Udział w rozgrywkach
| Sezon | Rozgrywki ligowe | Rozgrywki ligowe          | Rozgrywki ligowe | Puchar Polski     | Uwagi                         |
| Sezon | Liga             | Liga                      | Miejsce          | Puchar Polski     | Uwagi                         |
| ----- | ---------------- | ------------------------- | ---------------- | ----------------- | ----------------------------- |
| 2014  | II               | I liga (grupa południowa) | 6/6              | nie przystępowała |                               |
| 2015  | II               | I liga (grupa południowa) | 5/9              | faza grupowa      |                               |
| 2016  | II               | I liga (grupa południowa) | 3/9              | nie przystępowała |                               |
| 2017  | II               | I liga (grupa południowa) | 2/4              | faza grupowa      | Awans do turnieju barażowego. |
| 2017  | turniej barażowy | turniej barażowy          | półfinał         | faza grupowa      |                               |

## Osiągnięcia

### I liga
- II miejsce - 2017
- III miejsce - 2016

### Młodzieżowe Mistrzostwa Polski
- II miejsce - 2016
- III miejsce - 2015, 2017